# Monte Redondo (Leiria)
Pour les articles homonymes, voir Monte Redondo.

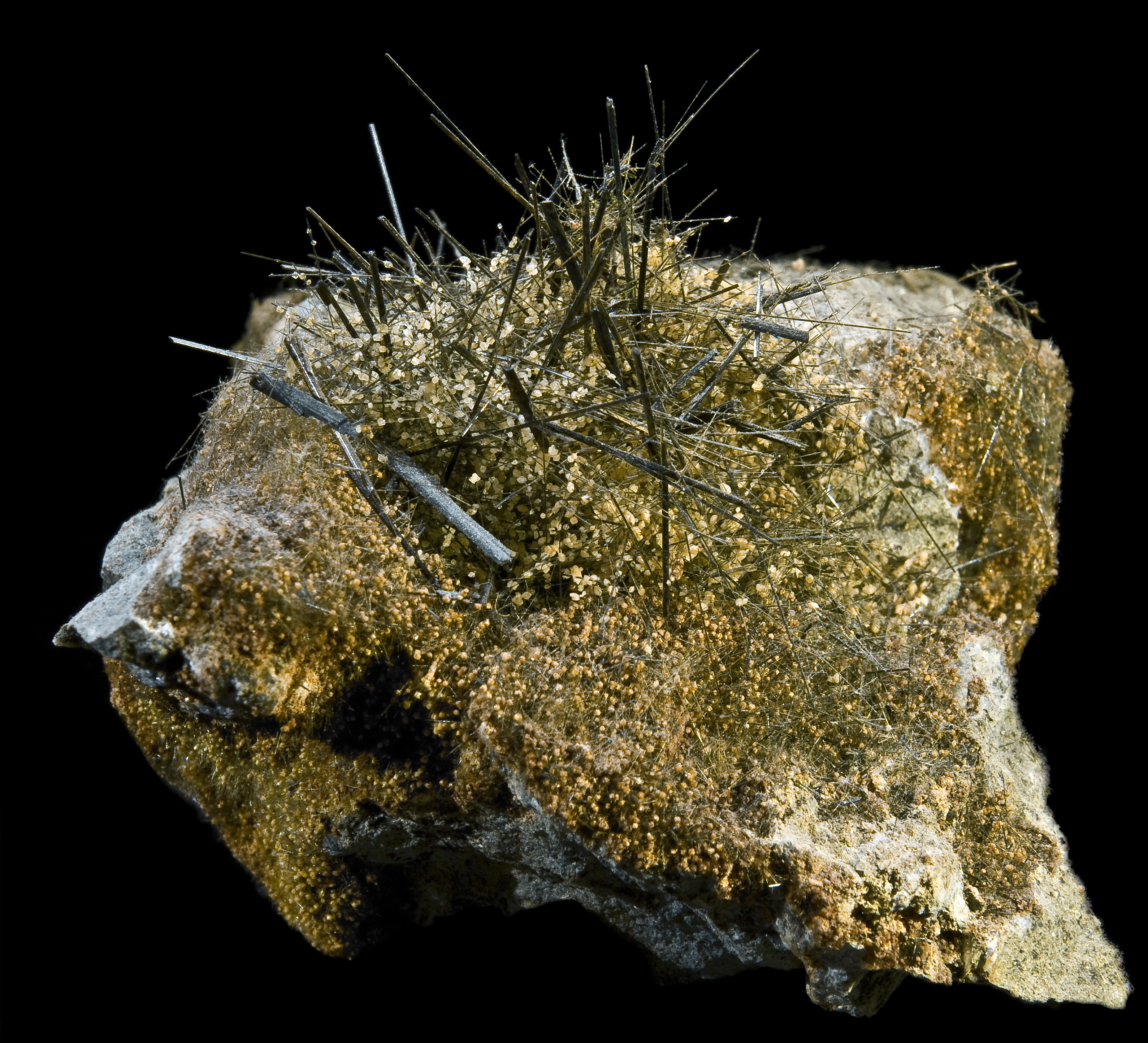
Actinote de Monte Redondo.

Monte Redondo est une freguesia portugaise située dans le District de Leiria.
Avec une superficie de 42,07 km2 et une population de 4 335 habitants (2001), la paroisse possède une densité de 103,0 hab/km2.